# النبيذ الأردني

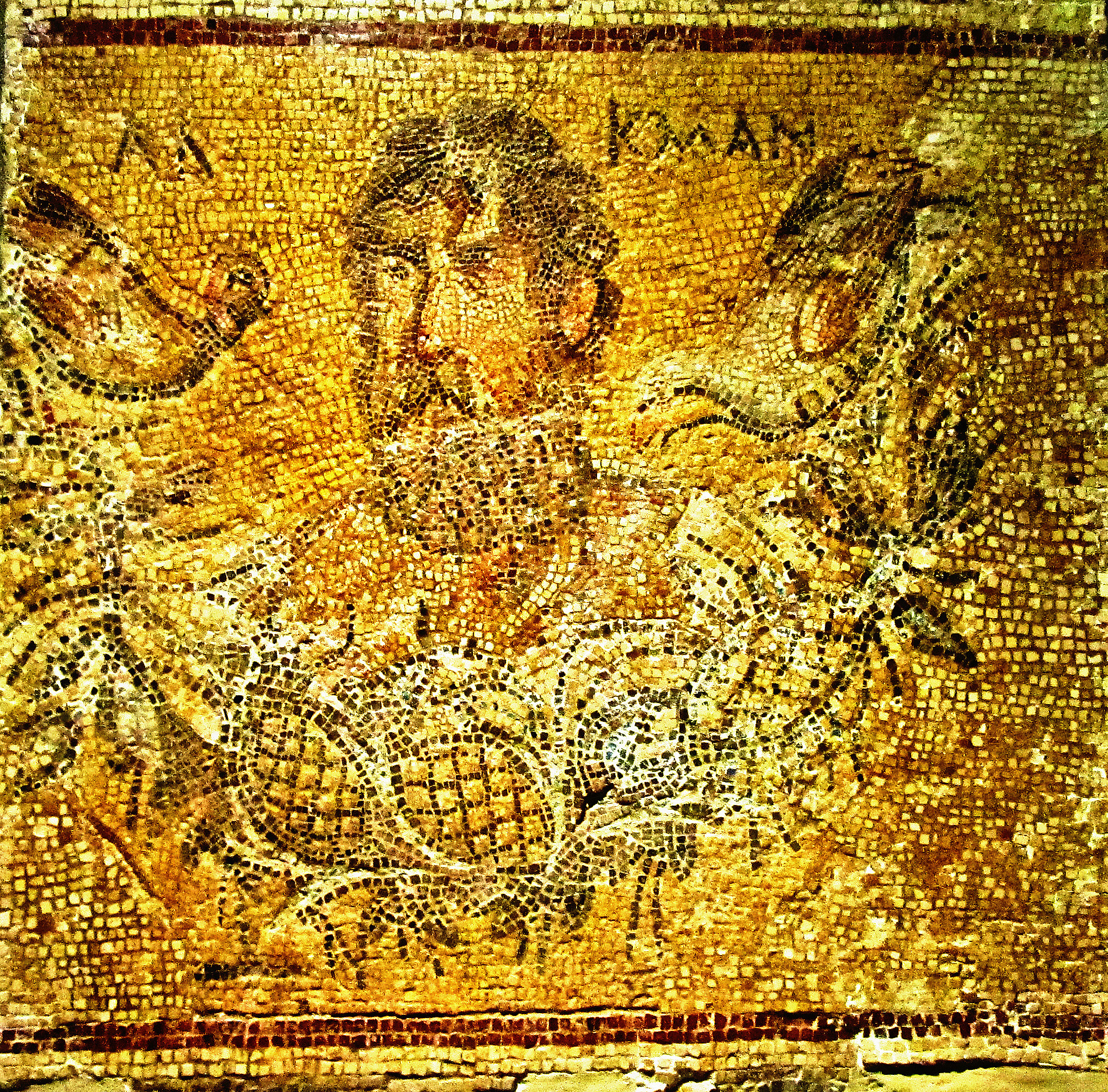
فسيفساء رومانية في جرش بالأردن للشاعرة اليونانية الكمان تظهر شرب الخمر. أواخر القرن الثاني والثالث

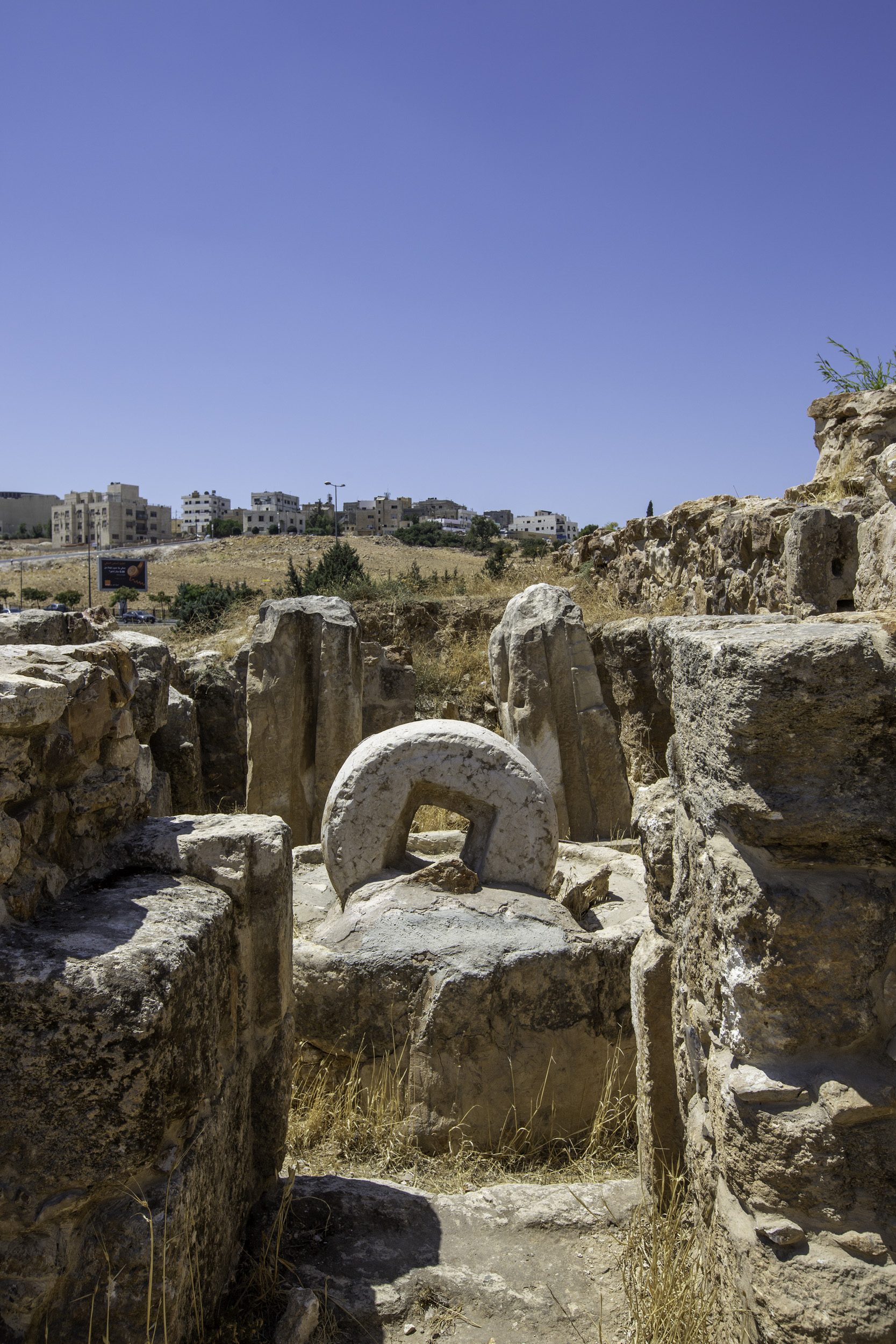
معصرة نبيذ أثرية في عبدون

يتم إنتاج النبيذ الأردني من قبل اثنين من مصانع النبيذ، مع إنتاج سنوي ما يقرب من مليون زجاجة في السنة. للأردن تقليد طويل في صناعة النبيذ،  يعود تاريخه إلى العصر النبطي.
كشفت الحفريات الأثرية بالقرب من البتراء عن 82 مكبسًا على الأقل من النبيذ الصناعي يعود تاريخها إلى العصر النبطي. تشير العديد من المصادر إلى أن النبيذ الذي تم تقديمه ليسوع خلال العشاء الأخير جاء من أم قيس في شمال الأردن.
تأسست صناعة النبيذ الحديثة في الأردن في عام 1975 من قبل شركة تقطير حداد. يوجد مصنعان للنبيذ في الأردن اليوم. .ulj وحداد ينتجان نبيذ سانت جورج ونهر الأردن على التوالي. يوجد لدى كلا المصانع مزارع ukf في المفرق في شمال الأردن، حيث توفر الأراضي المرتفعة والمياه الجوفية والتربة الغنية بالبازلط ظروفًا مناسبة. تنتج الشركتان ما يقدر بنحو مليون لتر سنويًا من الإنتاج السنوي، معظمها للاستهلاك المحلي. في عام 2018، ورد أن نبيذ نهر الأردن قد فاز بـ 96 جائزة، وحصل kfd` القديس جورج على 23 جائزة.